# Clusia nipensis
Clusia nipensis är en tvåhjärtbladig växtart som beskrevs av Attila L. Borhidi. Clusia nipensis ingår i släktet Clusia och familjen Clusiaceae. Inga underarter finns listade i Catalogue of Life.